# Marcantonio
Marcantonio  è un nome proprio di persona italiano maschile.

## Varianti
- Maschili: Marco Antonio[1][2]
- Femminili: Marcantonia[1]

## Origine e diffusione
È un nome composto, formato dall'unione di Marco e Antonio; è ricordato per essere stato portato da alcuni importanti personaggi storici, sia dell'epoca romana - in particolare il politico Marco Antonio - sia più recenti, come i due ammiragli Bragadin e Colonna, tuttavia ad oggi non ha una gran diffusione (secondo dati raccolti negli anni 1970, i battezzati con questo nome erano circa 850, una percentuale molto bassa).

## Onomastico
L'onomastico si può festeggiare lo stesso giorno dei nomi Marco e Antonio, da cui Marcantonio è derivato.

## Persone

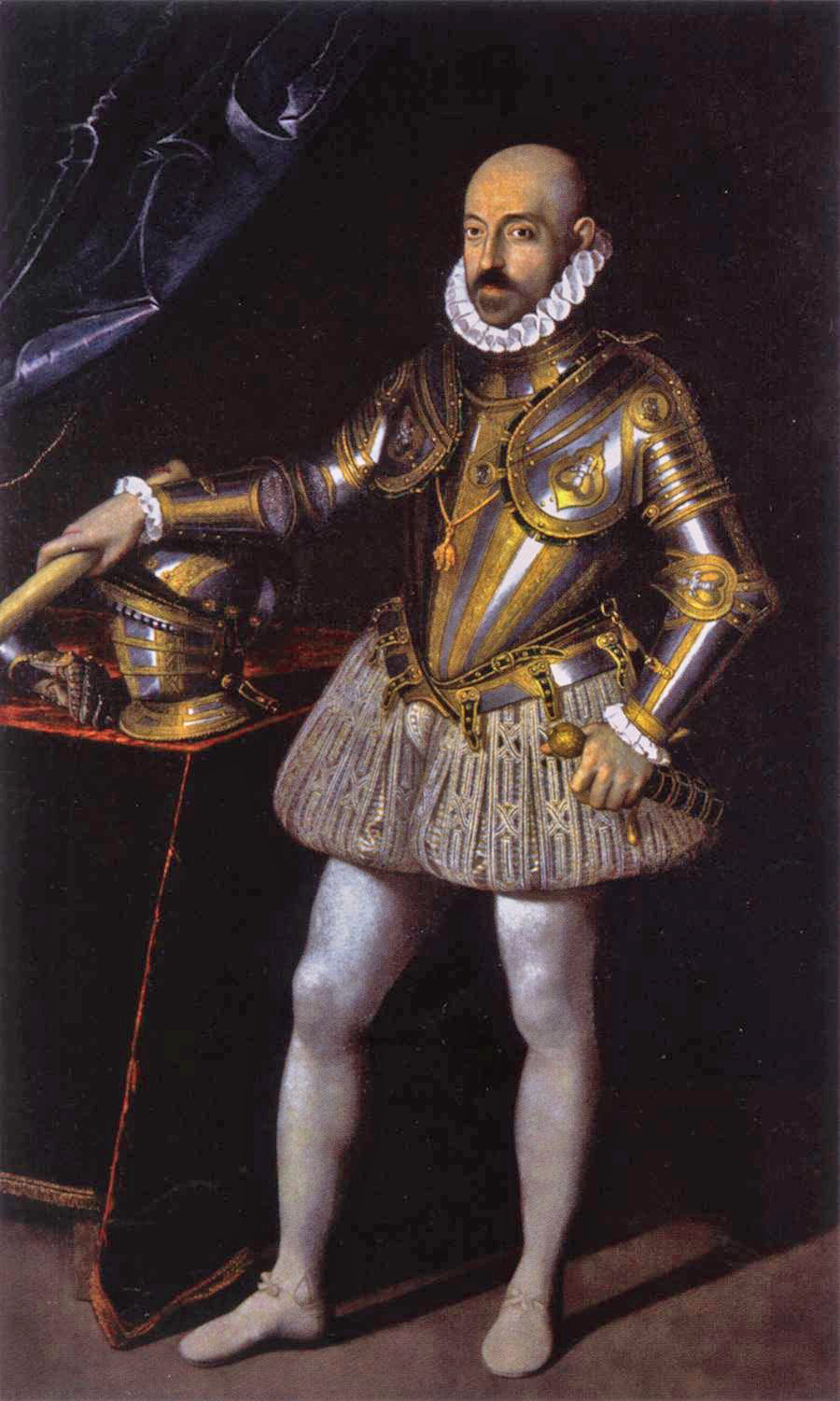
Marcantonio Colonna

- Marcantonio Barbarigo, cardinale e arcivescovo cattolico italiano
- Marcantonio Barbaro, politico e diplomatico italiano
- Marcantonio Bassetti, pittore italiano
- Marcantonio Bentegodi, dirigente sportivo italiano
- Marcantonio V Borghese, aristocratico italiano
- Marcantonio Bragadin, politico e militare italiano
- Marcantonio Colonna, ammiraglio italiano
- Marcantonio Flaminio, umanista italiano
- Marcantonio Franceschini, pittore italiano
- Marcantonio Giustinian, doge veneziano
- Marcantonio Mambelli, letterato e gesuita italiano
- Marcantonio Memmo, doge veneziano
- Marcantonio Raimondi, incisore italiano

### Variante Marco Antonio

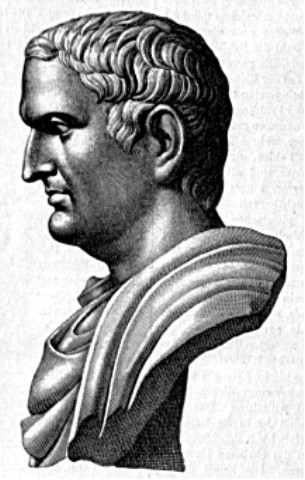
Marco Antonio

- Marco Antonio, politico e militare romano
- Marco Antonio Canini, filologo, scrittore e patriota italiano
- Marco Antonio Da Mula, cardinale e diplomatico italiano
- Marco Antonio de Dominis, arcivescovo cattolico, teologo e scienziato dalmata.
- Marco Antonio De Marchi, calciatore e procuratore sportivo italiano
- Marco Antonio Guarini, storico e letterato italiano
- Marco Antonio Palacios, calciatore messicano
- Marco Antonio Primo, politico e militare romano
- Marco Antonio Solís, musicista e cantante messicano